# 米家垣乡
米家垣乡，是中华人民共和国山西省临汾市浮山县下辖的一个乡镇级行政单位。2021年5月，撤销张庄乡、米家垣乡，合并设立张庄镇。

## 行政区划
米家垣乡下辖以下地区：
米家垣村、滴水潭村、熬圪塔村、高家坡村、英雄圪塔村、牌子窑村、陈家圪塔村、古堆村、靳家岭村、化家河村、腰庄村、史演河村、河路村、西马村、赵城村、郝家坡村、庞家垣村、高家山村、东马沟村、左家沟村和辛庄村。